# Аккатоне
«Аккато́не» (італ. Accattone) — італійський драматичний фільм 1961 року, сценариста і режисера П'єра Паоло Пазоліні за сюжетом власного роману «Una vita violenta». Робота стала його першим повнометражним фільмом. У цьому фільмі Пазоліні реалізує свою ідею епічної та трагічної оповіді.
Прем'єра відбулася на Венеціанському кінофестивалі. 2008 року фільм було включено Міністерством культурної спадщини Італії до 100 італійських фільмів, які потрібно зберегти, списку 100 фільмів, які «змінили колективну пам’ять країни між 1942 і 1978 роками».

## Сюжет
Вітторіо «Аккатоне» («Аккаттоне» ([akkatˈto:ne], буквально «бродяга», «негідник») (Франко Чітті) — сутенер з Риму. Єдиним способом, яким він заробляє гроші, є повія Магдалена. Проте її заарештовують, і у Вітторіо настає чорна смуга. Спочатку він розпродає своє майно: «золото», машину. Але і цього бракує — він перетворюється на справжнього жебрака-волоцюгу. Йому доводиться вдаватися до хитромудрих хитрощів, аби позбавитися від голоду. Пізніше він знайомиться з молодою безневинною дівчиною Стелою. Він пускає в хід усю свою чарівність і Стела закохується в нього. Аккатоне радий повернутися до колишнього життя, він спонукає Стелу до проституції. Але вона, незважаючи на свою самовідданість, не може віддатися іншому. Магдалена у в'язниці дізнається про суперницю і доносить на Аккатоне в поліцію. За ним починають стежити. Аккатоне вирішує відмовитися від свого плану зробити Стелу повією, він хоче заробляти по-іншому. Але важка праця не для нього, а в крадійстві він зазнає невдачі в першій же вилазці. Аккатоне намагається втекти з місця злочину на мотоциклі і гине в аварії.

## В ролях
- Франко Чітті — Вітторіо, «Аккатоне»
- Франка Пасут — Стелла
- Сільвана Корсіні — Магдалена
- Паола Гіді — Аскенза
- Адріана Асті — Аморе

## Історія створення
Провінціал Пазоліні не з чуток знав життя римських нетрів. Його перша новела «Шпана» (італ. Ragazzi di vita), опублікована 1955 року, жваво змальовувала життя вулиць римських закутків. «Жорстоке життя» (італ. Una vita violenta), що вийшло через чотири роки, було засноване на тому ж матеріалі. Ця новела і послужила основою для фільму, а на образі головного героя новели Томмазо і заснований образ Вітторіо на прізвисько Аккатоне.
Спочатку у зйомках фільму повинен був взяти участь Федеріко Фелліні, але, побачивши знятий Пазоліні пробний матеріал, він відмовився від зйомок. Окрім не вподобаної стилістики Пазоліні, Фелліні не влаштувало місце зйомок фільму — римські нетрі. І він не вірив у акторські здібності Франко Чітті. Франко був молодшим братом Серджіо Чітті, експерта з римського діалекту, в цій якості він допомагав не лише Пазоліні, але і Фелліні, і режисерові Мауро Болоньї.
Мауро Болоньї сподобався матеріал, знятий Пазоліні, він побачив думки, які хотів виразити молодий режисер. Болоньї залучив до проекту продюсера Альфредо Біні. Після фільму Франко Чітті став зіркою, а Пазоліні до слави літератора додав славу режисера.

## Номінації
Франко Чітті було номіновано на премію BAFTA в номінації найкращий іноземний актор.

## Цікаві факти
- Як музичний супровід у фільмі використовується музика Баха.
- Асистентом режисера над стрічкою працював Бернардо Бертолуччі.